# Paulitschsattel
Der Paulitschsattel (slow.: Pavličevo sedlo) oder schlicht Paulitsch (Pavlič) ist ein 1338 m ü. A. hoher Alpenpass an der Grenze zwischen Österreich (Kärnten) und Slowenien (Untersteiermark) östlich des Seebergsattels. Er bildet die nordöstliche Begrenzung der Steiner Alpen gegenüber den Karawanken.
Die Straße über den Sattel ist auf österreichischer und slowenischer Seite asphaltiert und gut ausgebaut, aufgrund der geringen Nutzung nur während der Sommermonate geöffnet. Als Alternative dient die Seeberg-Straße (B 82) über den Seebergsattel. Der nächstgelegene Ort auf österreichischer Seite ist Bad Eisenkappel (Železna Kapla), die angrenzende Gemeinde in Slowenien ist Solčava (deutsch: Sulzbach) im Tal der Savinja. Im südlich gelegenen Logarska Dolina (Logartal) befindet sich das Ausflugsziel Rinka-Wasserfall. Der Paulitschsattel ist auch für Ausflüge mit dem Motorrad geeignet.